# 금정체육관
금정체육관(金井體育館)은 부산광역시 금정구 두구동에 있는 체육 시설이다. 2003년부터 2006년까지 KBL 부산 KT 소닉붐의 홈경기장으로 사용하였다. 한국여자프로농구(WKBL) 2019-20 시즌부터 2020-21 시즌까지 부산 BNK 썸이 홈 경기장으로 사용했으며, 네이밍 계약을 통해 스포원파크 BNK센터라는 명칭을 사용했다.